# Gianni Da Campo
Giovanni Da Campo, dit Gianni, (né le 8 février 1943 à Venise et mort le 6 mai 2014  dans la même ville ) est un réalisateur, écrivain, traducteur et enseignant de lettres italien, spécialiste de la biographie et les œuvres de Georges Simenon.

## Biographie
Les films de Gianni Da Campo abordent les thèmes concernant la limitation des libertés induite par les diverses institutions comme la famille et l'église, l'homosexualité et le féminisme, traités dans le cadre intimiste.

## Filmographie
- 1969 Pagine chiuse
- 1969 I parenti (court métrage)
- 1970 La ragazza di passaggio
- 1986 Il sapore del grano (prix de la Targa Kim Arcalli au Festival du cinéma néoréaliste).

## Publications
- (it) Giovanni Da Campo, Claudio G. Fava, Goffredo Fofi, Simenon, l'uomo nudo, Naples, L'Ancora del Mediterraneo, 2004.  (ISBN 978-88-8325-143-6).
- (it) Stanley G. Eskin, Georges Simenon, edizione italiana a cura di Gianni Da Campo, Venise, Marsilio Editori, 1996 et 2003.  (ISBN 978-88-317-8205-0). Premio Letterario Giovanni Comisso, biographie (1979 )
- Marina Vlady, Vladimir, il volo interrotto, (Vladimir Vissotsky), traduction de Gianni Da Campo, Venise, Marsilio Editori, Gli Specchi, 1990.  (ISBN 88-317-5363-0)
- (it) AA.VV., Georges Simenon… mon petit cinéma, Lettera aperta a Georges Simenon de Gianni Da Campo, Edizioni de Bergame Film Meeting, 2003
- Gianni Da Campo, Lettera per il compleanno di Valerio Zurlini, Revue Ciemme no 50, mars 1983, Edizioni Cinit Cineforum Italiano